# Notes
Notes of structured products zijn samengestelde beleggingsproducten. Notes bestaan meestal uit een combinatie van beleggingsinstrumenten zoals opties en obligaties. In het algemeen worden opties gebruikt om rendement te realiseren en obligaties om het beginkapitaal intact te houden. De hoogte van het rendement wordt onder andere bepaald door de onderliggende waarden. Dit zijn effecten waar de notes betrekking op hebben. De onderliggende waarden van notes zijn uiteenlopend, van aandelen, verschillende indices, commodities (grondstoffen en agrarische producten) zoals aardolie, koper, graan en soja tot en met (vreemde) valuta.

## Belangrijke kenmerken
Als men kijkt naar de manier waarop notes samengesteld kunnen worden en naar de keuze van de onderliggende waarden, is de variatie van deze producten enorm. Daarom valt er geen eenduidige definitie van notes te geven. Maar er is wel een aantal kenmerken dat voor de meeste producten uit deze beleggingscategorie opgaat.
- In tegenstelling tot beleggingsfondsen hebben notes een vaste looptijd, meestal tussen de vier en de zeven jaar.
- Met notes wordt er meestal indirect belegd in aandelen, indexen, commodities of bijvoorbeeld valuta. De ontwikkeling van deze onderliggende waarden bepaalt grotendeels het rendement dat, afhankelijk van de soort note, periodiek of aan het einde van de looptijd wordt uitgekeerd.
- De oorspronkelijke verhouding tussen het risico en het rendement op bijvoorbeeld een aandeel of een index kan worden veranderd door de samenstelling van de notes.

Een voorbeeld: bank X brengt een note uit waarmee uitsluitend wordt belegd in het aandeel Philips. Op de einddatum heeft de belegger de garantie dat hij in ieder geval zijn volledige inleg terugkrijgt. Van de eventuele koerswinst op het aandeel wordt 70% uitgekeerd. Stel dat het aandeel 10% stijgt, dan keert de bank dus 7% rendement op de notes uit. Bij een directe investering in het aandeel Philips ontvangt de belegger 10%. Maar als het aandeel in waarde daalt, maakt de belegger die direct in Philips heeft geïnvesteerd verlies. De belegger in de notes ontvangt vanwege de ingebouwde garantie zijn volledige inleg terug.

## Veel voorkomende structuren
Jaarlijks komen er veel verschillende notes uit. De meeste zijn onder te verdelen in een van de vijf onderstaande structuren.

### Lookback notes
Dit zijn notes waarbij gebruik is gemaakt van een lookbackoptie. De constructie met een dergelijke optie werkt als volgt: gedurende een vastgestelde periode wordt er gekeken naar de koersontwikkeling van de onderliggende aandelen of indexen. De laagste koers uit die periode, en dus niet de koers op de startdatum van de notes, wordt de startkoers voor de belegger. Deze startkoers wordt gebruikt als referentiepunt bij de berekening van het rendement op de einddatum. Deze constructie is aantrekkelijk wanneer de onderliggende aandelen of indexen dalen nadat de looptijd van de notes is gestart. Door de constructie wordt timing (het moment van aankoop) minder belangrijk. De belegger begint altijd met de laagste koers over een vastgestelde periode.

### Reverse exchangeable
De belegger in dit product heeft de plicht om aan het einde van de looptijd een aflossing in effecten te accepteren in plaats van geld. De lening wordt in plaats van een uitgevende instelling door een bank of commissionair aangeboden. Dit product is aantrekkelijk wanneer de te ontvangen effecten niet te veel in waarde zijn gedaald. Reverse exchangeables zijn riskante obligaties omdat men een groot risico heeft indien de aandelen dalen in waarde.

### Autocallables
Autocallables zijn in de meeste gevallen gebouwd rondom verschillende aandelen of indexen. Op vastgestelde momenten, meestal ieder halfjaar, worden de koersen van deze aandelen of indexen vergeleken met de startwaarden van diezelfde aandelen of indexen. Als deze boven een bepaald koersniveau blijven, worden de autocallables vanzelf afgelost. Het is dus mogelijk dat deze notes voor het einde van de looptijd aflossen.

### Backwardation
Beleggen in grondstoffen of agrarische producten vindt altijd plaats in termijncontracten. Hierdoor hoeft niet worden overgegaan op fysieke levering van hetgeen waar de belegging betrekking op heeft. Stel dat een belegger belangstelling heeft voor graan. Hij schaft daarop een contract aan met een looptijd van vijf jaar tegen een termijnprijs van € 1,50. Zodra het contract eindigt, is de prijs die daarvoor wordt betaald gelijk aan de constante prijs, de prijs waartegen directe levering van in dit geval graan plaatsvindt. Als de constante prijs dan € 1,80 bedraagt, dan is de winst voor de belegger € 0,30. De termijnprijs in dit voorbeeld is lager dan de constante prijs op de dag dat het contract afloopt. Deze situatie wordt backwardation genoemd. Notes die betrekking hebben op grondstoffen of agrarische producten speculeren op backwardation. Dit fenomeen ontstaat wanneer er op een bepaald moment een grote vraag naar een bepaald product is.
Het tegenovergestelde van backwardation kan ook plaatsvinden. De termijnprijs is dan hoger dan de constante prijs op de dag dat het contract eindigt. Dit wordt veroorzaakt door onder andere hoge voorraadkosten, verzekeringskosten en dergelijke. Deze situatie heet contango.

### Garantieproducten
Als alternatief voor obligaties en deposito's worden er notes ontwikkeld die in het algemeen een beter uitzicht bieden op een hogere rentevergoeding. Tegelijkertijd bieden deze notes op de einddatum dezelfde zekerheid als obligaties: het volledig terugbetalen van de nominale waarde. Deze notes keren in de eerste jaren een vaste, hoge rente. Daarna wordt de hoogte van de rente bepaald door de koersontwikkeling van een aantal onderliggende waarden, meestal aandelen of indexen. Op deze manier wordt getracht een hogere rente te realiseren dan bijvoorbeeld de rente die obligaties uitkeren.

## Doel van notes
Notes worden ontwikkeld om tegemoet te komen aan de specifieke wensen en eisen van beleggers ten aanzien van het rendement en het risico. Met standaard instrumenten, zoals aandelen en obligaties, kan meestal niet aan die wensen en eisen worden voldaan. Notes worden vaak gebruikt als alternatief in de portefeuille voor een directe investering in bijvoorbeeld aandelen. Daarnaast kan er met deze producten tegen een relatief kleine inleg ingespeeld worden op trends in de financiële markt, zoals de toenemende vraag naar grondstoffen en de groei van een aantal economieën, of bijvoorbeeld op specifieke thema’s zoals infrastructuur. Direct beleggen (niet via notes) in deze markten is voor veel particuliere beleggers erg duur.

## Rendement voor de bank
De bank die notes uitgeeft maakt op verschillende manieren winst aan deze producten. De notes zijn doorgaans weinig transparant opgezet qua kostenstructuur en dit geeft de bank de vrije hand om binnen het product rendement voor zichzelf te houden. In de praktijk is het ingewikkeld om na te gaan hoeveel men voor de optie-component binnen de note hoort te betalen - de bank koopt deze opties van haar eigen handelsafdeling.

## Zelf een note constructie opzetten
Het kan voordelig zijn als belegger zelf een note constructie op te zetten. Hiervoor zet men 90% van het vermogen op een spaarrekening of deposito. Met de resterende 10% koopt men opties op de beurs die de winst moeten genereren. De aankoopkosten van de opties worden weer terugverdiend met het rendement op de spaarrekening of deposito. Op deze wijze heeft men aan het einde altijd het beginkapitaal intact, terwijl men de vruchten kan plukken van een eventuele stijging van de prijzen van de opties.

## Aanbieders
De Nederlandse markt voor notes wordt gedomineerd door de grote banken die samen goed zijn voor ongeveer driekwart van de notes op de Nederlandse markt. Diverse vermogensbeheerders bieden ook notes aan, evenals enkele buitenlands banken.

## Marktomvang
De Nederlandse markt voor notes is behoorlijk gegroeid qua omvang. Eind 2007 kwam het totale bedrag dat particulieren in deze producten hebben geïnvesteerd uit op ongeveer € 37,45 miljard, een stijging van 38,7% ten opzichte van het jaar daarvoor.